# Allex
Allex je francouzská obec v departementu Drôme v regionu Auvergne-Rhône-Alpes. V roce 2011 zde žilo 2 485 obyvatel.

## Sousední obce
Ambonil, Étoile-sur-Rhône, Eurre, Grane, Chabrillan, Livron-sur-Drôme, Montoison, Upie

## Vývoj počtu obyvatel
Počet obyvatel 